# Канап'янов Бахитжан Мусаханович
Бахитжан Мусаханович Канап'янов (каз. Бақытжан Мусахан-ұлы Қанапиянов; рос. Бахытжан Мусаханович Канапьянов; нар. 4 жовтня 1951, Кокчетав) — казахський письменник, поет і перекладач, сценарист і кінорежисер. Лауреат Державної премії Республіки Казахстан у галузі літератури та мистецтва (2020). Заслужений діяч Казахстану, почесний громадянин міста Кокшетау. Учасник ліквідації аварії на Чорнобильській АЕС.
Член Спілки письменників Казахстану, член Правління Спілки письменників Казахстану, член казахського і російського ПЕН-клубів, член Правління Європейського Конгресу Літераторів (Прага), де представляє літературу Казахстану і Центральної Азії. Академік Кримської літературної академії, головний редактор літературних альманахів «Літературна Азія» і «Літературна Алма-Ата».
Член Спілки кінематографістів СНД і Балтії, в різні роки обирався секретарем правління Спілки кінематографістів Казахстану, віцепрезидентом Асоціації книговидавців і книгорозповсюджувачів Казахстану.
Почесний професор СГУ імені Шакаріма (2011), переможець народного голосування «Ім'я Батьківщини» в номінації Культура і мистецтво. Учасник Світових поетичних читань у Куала-Лумпурі (2002).

## Сім'я
За своїм походженням — торе (чингізид), нащадок Султанмамет Султана. Його батько, Мусахан Канап'янов — педагог, завідувач обласного відділу народної освіти, директор школи в Кокшетауській області. Брат державного діяча Сержана Канап'янова та Ерулана Канап'янова — композитора, мецената, відомого громадського діяча Республіки Казахстан.

## Біографія
У юності займався боксом — чемпіон Казахстану серед юніорів у 1968—1969 роках, перший чемпіон Казахстану від Павлодарської області.
У 1974 році закінчив Казахський політехнічний інститут імені Леніна, потім протягом року (1974—1975) працював інженером-дослідником у лабораторії Інституту металургії та збагачення АН КРСР під керівництвом А. М. Кунаєва.
Паралельно з наукою займався літературною творчістю, вважаючи своїм наставником відомого письменника і поета Олжаса Сулейменова. 1975 року в журналі «Простор» було опубліковано перші поетичні твори Бахитжана Канап'янова. Цього ж року О. Сулейменов запросив Канап'янова редактором і сценаристом кіностудії «Казахфільм». Канап'янов йде з Інституту металургії та відтепер повністю присвячує себе літературній творчості.

## Робота в кіно
Після закінчення 1977 року Вищих курсів режисерів у Москві активно працює в кіно і на телебаченні. Автор і режисер близько 20 кіно- і відеофільмів. Кілька його відеофільмів високо оцінені на Європейському симпозіумі в Софії. У 1970-х роках працював на «Мосфільмі» в Еміля Лотяну, брав участь у зніманнях його фільму «Мій ласкавий та ніжний звір».

## Літературна творчість
1981 року вступив на Вищі літературні курси Літінституту імені Максима Горького до Олександра Межирова, де навчався разом з Олександром Ткаченком, Сергієм Мнацаканяном та іншими відомими поетами й письменниками. До моменту закінчення Літературних курсів у Канап'янова вже вийшло 3 поетичні збірки — «Нічна прохолода» (1977), «Віддзеркалення» (1979) і «Почуття світу» (1982).
Через рік після закінчення Літінституту стає старшим редактором видавництва «Жалын» і літературним консультантом Спілки письменників Казахстану (1984—1991).
Низка віршів Канап'янова лягли в основу музичних творів («Елегія», музика Насера Кульсарієва; «Астана», музика Давида Тухманова).

### Поетичні переклади
Багато років працює в жанрі поетичного перекладу, виступаючи популяризатором тюркомовної поезії серед російськомовної аудиторії. Переклав російською мовою твори Абая Кунанбаєва, Жамбила Жабаєва, Кенена Азербаєва, Назима Хікмета, Шакаріма Кудайбердієва, Магжана Жумабаєва, Махамбета Утемісова, Нурпеіса Байганіна, Сакена Сейфулліна, Ахмета Байтурсинова, Кашагана, Сабіта Муканова, Ізіма Іскандерова, Омора Султанова, а також видатну пам'ятку казахського фольклору — поему Киз-Жибек.
У 2011 році на першому міжнародному конкурсі перекладів тюркомовної поезії «Ак Торна» Канап'янову присудили перше місце в номінації «Лірика». 2012 року Канап'янова обрали головою журі цього конкурсу перекладів.
Один з ініціаторів проведення 2009 року Першого Республіканського конкурсу перекладачів, що відбувся в Астані. Активно пропагує казахстанську перекладацьку школу, початок якій поклав Чокан Валіханов.
Серед інших перекладів російською мовою є твори Поля Валері, Юккі Маллінена, Макато Оока.

## Період гонінь
У радянський період зазнавав гонінь і критики з боку партійного апарату ЦК КПРС і ЦК Компартії Казахстану. Причиною став його вірш «Призабута мною з дитинства мова», опублікований у журналі «Простор» 1986 року. У цьому вірші Б. Канап'янов поетичними образами розкрив згубність національної політики ідеологічного апарату того періоду. Унаслідок цього цькування (Є. К. Лігачов, Ю. А. Скляров, Г. В. Колбін) вірші Б. Канап'янова були під негласною забороною, і тільки з приходом Узбекалі Жанібекова (1988) поетичні твори Б. Канап'янова стали з'являтися на сторінках «Простору». Канап'янова стали з'являтися у пресі. У дні Желтоксана вірші Б. Канап'янова лунали по радіо «Голос Америки» з коментарями його друга-поета, що живе в Канаді, — Бахита Кенжеєва. Про ті нелегкі роки в долі Бахита Канап'янова є стаття Валерії Марічевої «Нехай це буде нашим секретом», у якій розповідається, як оберігав Б. Канап'янова У. Жанібеков, і книга В. Бадікова «Лінія долі» про те, як стали на захист поета співробітники журналу «Простор».

## Участь в антиядерному русі
Б.Канап'янов одним із перших серед поетів свого покоління ввів антиядерну тему в поетичну творчість. Неодноразово був у Семипалатинську, в Неваді та в Чорнобилі.

### Ліквідатор аварії на Чорнобильській АЕС
У перші дні після трагедії на Чорнобильській АЕС Б. Канап'янов добровільно вирушив ліквідатором на місце аварії з метою максимально широкого висвітлення у світі наслідків трагедії. Підсумком поїздки стала книжка «Лелека над Прип'яттю» (вірші та проза, Алмати, Жалин, 1987). Згодом за цю збірку Канап'янову було присуджено премію Ленінського комсомолу Казахстану.

### Невада— Семипалатинськ
У 1989 році Б. Канап'янов взяв активну участь у створенні О. Сулейменовим народного антиядерного руху Невада — Семипалатинськ, метою якого було закриття ядерних полігонів у Семипалатинську і Неваді.

## Всесвітній день поезії
Бахитжан Канап'янов є одним з ініціаторів заснування Всесвітнього дня поезії.

17 лютого 1996 року за підсумками проведення Дня поезії в Алма-Аті в Казахській державній філармонії їм. Жамбила за участю Белли Ахмадуліної та Андрія Вознесенського Б. Канап'янов запропонував заснувати Всесвітній день поезії 29 лютого. На запитання, чому саме цього дня, він відповів:
…По-перше, цей день припадає на високосний рік. По-друге, поезія — рідкісний птах, і по-справжньому прилітає раз на чотири роки. Думаю, так буде якраз.
Лист-пропозицію було надіслано Канап'яновим до ЮНЕСКО, і вже в жовтні-листопаді 1999 року на 30-й Сесії ЮНЕСКО в Парижі день 21 березня було оголошено Всесвітнім днем поезії.

## Видавнича діяльність

### Видавництво «Жібек жолы»
З розпадом СРСР 1991 року зникла цензура, що дало змогу Канап'янову відкрити перше незалежне видавництво в Казахстані — «Жібек жолы», президентом якого Канап'янов є і донині.

### Міжнародна діяльність у галузі книговидання
У період 2004—2006 роках був головою Міждержавної ради СНД зі співробітництва в галузі періодичної преси, книговидання, книгорозповсюдження та поліграфії.

### Поетичні збірки
- «Нічна прохолода» (1977)
- «Відображення» (1979)
- «Почуття світу» (1982)
- «Гілка» (1985)
- «Лінія долі» (1987)
- «Лелека над Прип'яттю: вірші та проза». — Алмати: «Жалын», (1987)
- «Кочова зірка: вірші та поеми». — Алмати: «Жазуши», (1991)
- «Гірська околиця» (1995)
- «Час тиші» (1995)
- «Над рівнем життя» (1999)
- «Тікширау» (2001)
- «Канікули кочовища» (2003)
- «Пливуть хмари» (2003) — у рамках програми «Рік Казахстану в Росії»
- «Смаглявий Місяць» (2006)

### Проза
- «Бахчисарай» (2003)
- «Кава-брейк (Нотатки, Есе, Діалоги)» (2004)
- «Літній кінотеатр» (оповідання; 2008)
- «Світлячки» (повість; 2008)

## Фільмографія

### Сценарист
- «Школа робітничих професій», Казахфільм, (1979)
- «Ровесники» (1980)
- «Абай. Життя і творчість» (1980)
- «Балхаська сага» (1990)
- «Остання осінь Шакаріма» (1992)
- «Безсоння: Париж» (1996)
- «Вільне місто Франкфурт» (1997)
- «Пуркуа?» (1998)

### Режисер
- «Ландшафти» (1999)
- «День — Рафаель» (2000)
- «Скримтимним» (2000)
- «Фут-боль» (2000)
- «Міжнародний день поезії» (2000)

## Нагороди
- Лауреат Всесвітнього літературно-поетичного конкурсу США (організатор — Перший літературний музей О. С. Пушкіна в США)
- Перше місце в номінації «Лірика» на Першому міжнародному конкурсі перекладів тюркомовної поезії Ак Торна
- Грамота СНД за активну роботу зі зміцнення та розвитку Співдружності Незалежних Держав[20]
- Медаль Amor librorum nos unit («Нас об'єднує любов до книги») (2013)[21]
- Академік Кримської літературної академії (м. Сімферополь)
- 1986 — Лауреат премії Ленінського комсомолу Казахстану за книжку віршів «Почуття світу», «Гілка» і поему «Післямова»[22]
- 1998 — присвоєно почесне звання «Қазақстанның еңбек сіңірген қызметкері» (Заслужений працівник Казахстану)[23]
- 1998 — Премія Спілки журналістів Казахстану
- 2003 — Лауреат незалежної премії Клубу меценатів Казахстану «Тарлан»
- 2004 — Лауреат міжнародної премії «Алаш»
- 2006 — Орден Парасат
- 2011 — присвоєно почесне звання «Қазақстанның еңбек сіңірген қайраткері» (Заслужений діяч Казахстану) — за внесок у вітчизняну літературу.
- 2017 — Орден Достик ІІ ступеня
- 2019 (21 листопада) — Почесна відзнака «За заслуги в розвитку культури і мистецтва» (Міжпарламентська асамблея СНД) — за значний внесок у формування і розвиток спільного культурного простору держав-учасниць Співдружності Незалежних Держав, у реалізацію ідей співробітництва у сфері культури і мистецтва[24]
- 2020 (8 грудня) — Державна премія Республіки Казахстан у галузі літератури і мистецтва імені Абая за збірку віршів «Надбання душі»[25]